# Cyberpunk: Edgerunners
Cyberpunk: Edgerunners est une série télévisée d'animation polono-japonaise basée sur le jeu vidéo Cyberpunk 2077 du studio polonais CD Projekt, lui-même inspiré du jeu de rôle sur table Cyberpunk 2020 conçu par Mike Pondsmith. Réalisés par le studio Trigger, les dix épisodes de la série sont diffusés au niveau international sur Netflix depuis le 13 septembre 2022.

## Synopsis
David Martinez vit initialement avec sa mère dans un appartement d'un mégabuilding de Night City. David se retrouve au milieu de fils de corpo alors qu'il étudie à l'académie d'Arasaka.
Des problèmes financiers ne lui permettant pas de s'offrir les mises à jour logicielles imposées par l'académie, cela le conduit à choisir des moyens détournés pour réussir à suivre ses cours. À la suite d'un accident de voiture, sa mère se retrouve à l'hôpital. Après le décès de celle-ci, et ne se sentant pas à sa place au sein de l'académie, David finit par prendre une suite de décisions qui lui permettent de survivre au sein de Night City.

## Distribution
- Kenn (en)[3] (VA : Zack Aguilar[4]; VF : Alexis Tomassian[5]) : David Martinez
- Aoi Yūki[3] (VA : Emi Lo (en)[4]; VF : Dorothée Pousséo[5]) : Lucy
- Hiroki Tōchi (en)[3] (VA : William C Stephens[4]; VF : Frédéric Souterelle[5]) : Maine
- Michiko Kaiden[3] (VA : Marie Westbrook[4]; VF : Vanessa Van-Geneugden[5]) : Dorio
- Takako Honda (en)[3] (VA : Stephanie Wong[4]; VF : Ingrid Donnadieu[5]) : Kiwi
- Wataru Takagi[3] (VA : Ian James Corlett[4]; VF : Jérôme Pauwels[5]) : Pilar
- Tomoyo Kurosawa (en)[3] (VA : Alex Cazares[4]; VF : Lila Lacombe[5]) : Rebecca
- Yasuyuki Kase (en) (VA : Matthew Mercer[4]; VF : David Krüger[5]) : Falco
- Yurika Hino[3] (VA : Gloria Garayua[4]; VF : Déborah Perret[5]) : Gloria
- Kenjiro Tsuda (en)[3] (VA : Borge Etienne[4]; VF : Jean-François Vlérick[5]) : Charcudoc
- Kazuhiko Inoue[3] (VA : Giancarlo Esposito[4]; VF : Bruno Choël[5]) : Faraday
- Yukihiro Misono (VA : Alec Newman ; VF : Eric Peter) : Adam Smasher
- Yoshito Yasuhara (VA : Kirk Thornton[4]; VF : Boris Rehlinger[5]) : Jimmy Kurosaki
- Soma Saito[3] (VA : Bryce Papenbrook[4]; VF : Donald Reignoux[5]) : Julio

## Production
La série est annoncée le 25 juin 2020 comme une collaboration entre CD Projekt et Trigger,. Il est également annoncé qu'elle sera réalisée par le studio Trigger pour une diffusion prévue sur Netflix en septembre 2022.
Bien que les évènements se déroulent à Night City, l'histoire se veut originale et propose une galerie de personnages inédits.
La série est réalisée par Hiroyuki Imaishi, avec Masahiko Otsuka et Yoshiki Usa au scénario, Yoh Yoshinari en tant que character designer et directeur d'animation, Yuto Kaneko et Yusuke Yoshigaki en tant qu'assistant chara designer, Hiroyuki Kaneko en assistant directeur, Hiromi Wakabayashi en directeur créatif et Akira Yamaoka en compositeur de la bande originale,,. Du côté de l'équipe polonaise de CD Projekt, on trouve Bartosz Sztybor au scénario et à la production, ainsi que Sebastian Kalemba en tant que directeur créatif.
Le générique d'ouverture de la série, This Fire (en), est extrait de l'album Franz Ferdinand du groupe du même nom, tandis que le générique de fin est Let You Down de Dawid Podsiadło. La série utilise également des musiques diffusées sur les radios du jeu Cyberpunk 2077, telle que la chanson I Really Want to Stay at Your House (en) de Rosa Walton (Let's Eat Grandma),.
En octobre 2022, CD Projekt annonce que la série ne recevra pas de seconde saison, le projet ayant été pensé dès l'origine comme une œuvre aboutie.
Néanmoins, en juillet 2025, une seconde saison de 10 episodes est annoncée. Elle sera néanmoins une histoire indépendante de la première.

## Épisodes
La série est mise en ligne sur Netflix le 13 septembre 2022. Comme l'ensemble des missions du jeu Cyberpunk 2077, les épisodes de la série sont des titres de chansons.
1. Let You Down
2. Like A Boy
3. Smooth Criminal
4. Lucky You
5. All Eyez On Me
6. Girl on Fire
7. Stronger
8. Stay
9. Humanity
10. My Moon My Man

## Accueil critique
La série récolte une moyenne de 8,7/10 sur IMDb d'après un total de 4 500 avis. Sur Rotten Tomatoes, la série récolte un taux d'approbation de 100 % chez les critiques contre 97 % chez les spectateurs. Les utilisateurs de Sens Critique lui attribuent une note moyenne de 7,5/10, ceux de Allociné une note moyenne de 4,4/5.
Le magazine AnimeLand consacre à Cyberpunk: Edgerunners la couverture de son numéro de janvier-mars 2023, ainsi qu'un dossier de 20 pages. Leur critique, globalement positive, salue la qualité artistique de la série animée, mais note aussi quelques faiblesses dans la narration.
IGN France émet une critique similaire, qualifiant la série de « claque visuelle » malgré un récit peu élaboré. Il lui attribue une note de 8/10.
Le succès de Cyberpunk: Edgerunners aura pour conséquence de relancer l'intérêt pour Cyberpunk 2077 dont il s'inspire. Le 6 septembre 2022, une nouvelle mise a jour du jeu rajoute plusieurs éléments de contenu liés à la série, notamment une nouvelle quête où le joueur est amené à entrer en contact avec Falco, seul survivant du groupe avec Lucy, ce qui l'amène à récupérer la veste de David Martinez. Le 21 septembre 2023, la mise à jour majeure 2.0 ajoute dans le columbarium de Night City des niches aux noms de plusieurs personnages morts dans la série ,.